# 谢西 (罗讷省)
谢西（法語：Chessy，法語發音：[ʃɛsi] ⓘ），又称谢西莱米讷（Chessy-les-Mines，[ʃɛsi le min]），是法国罗讷省的一个市镇，属于索恩河畔自由城区。

## 地理
谢西（45°53'14"N, 4°37'24"E）面积4.55 平方千米，位于法国奥弗涅-罗讷-阿尔卑斯大区罗讷省，该省份为法国中东部省份，北起顺时针与索恩-卢瓦尔省、安省、里昂大都会、伊泽尔省和卢瓦尔省接壤。
与谢西接壤的市镇（或旧市镇、城区）包括：巴尼奥勒、圣日耳曼-尼埃勒、勒布勒伊、沙蒂永。

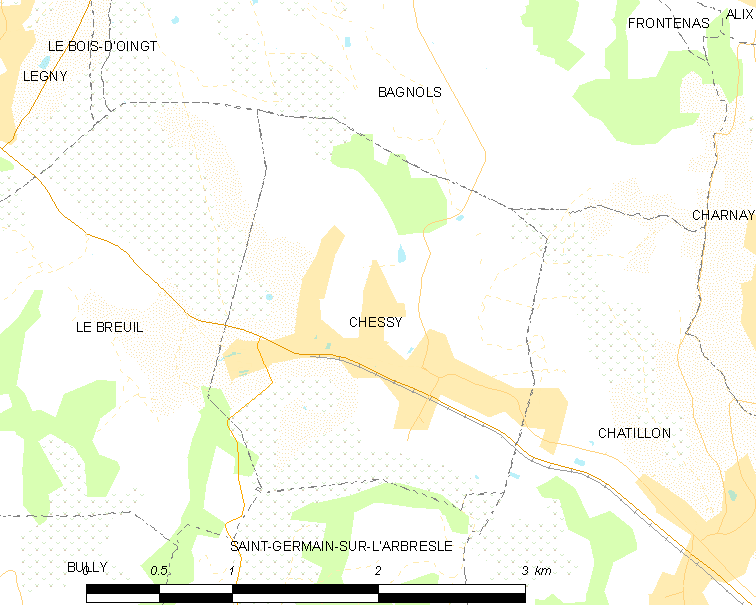
的OSM定位图

谢西的时区为UTC+01:00、UTC+02:00（夏令时）。

## 行政
谢西的邮政编码为69380，INSEE市镇编码为69056。

## 政治
谢西所属的省级选区为瓦勒德万县。

## 人口

1962-2008年间人口变化图示

谢西于2022年1月1日时的人口数量为2058人。